# Rościsław Włodzimierzowic
Rościsław Włodzimierzowic (ur. ok. 1038, zm. 3 lutego 1067 w Tmutarakaniu) – książę tmutarakański (1064-1066), syn Włodzimierza Jarosławowicza, wnuk Jarosława Mądrego, kniaź-izgoj.

## Życiorys
Część badaczy uważa, że był księciem w Rostowie i Suzdalu, a potem w Włodzimierzu Wołyńskim.
Ożenił się z Anną, córką węgierskiego księcia Beli (późniejszego króla Beli I). Przypuszczalnie po śmierci Jarosława Mądrego otrzymał w spadku Grody Czerwieńskie i Księstwo Halickie (później tymi ziemiami władali jego synowie Ruryk, Wołodar i Wasylko).
W 1060 był zmuszony opuścić Wołyń, napadł więc w 1064 na Tmutarakań i wyrzucił stamtąd swojego przyrodniego brata Gleba Światosławowicza. Prowadził wojny z plemionami kaukaskimi, część z nich sobie podporządkował. Podczas uczty w Chersonezie został otruty przez agentów Bizancjum, które obawiało się wzrostu jego władzy. Pochowany w soborze Bogorodzicy w Tmutarakaniu.